# Buliminellita
Buliminellita es un género de foraminífero bentónico de la familia Buliminellidae, de la superfamilia Buliminoidea, del suborden Buliminina y del orden Buliminida. Su especie tipo es Buliminellita mirifica. Su rango cronoestratigráfico abarca desde el Eoceno superior hasta el Plioceno inferior.

## Discusión
Clasificaciones previas incluían Buliminellita en el suborden Rotaliina del orden Rotaliida.

## Clasificación
Buliminellita incluye a la siguiente especie:
- Buliminellita mirifica †